# Pietro Bertolini (ceramista)
Pietro Bertolini (Murano, circa 1720 – Murano, circa 1785) è stato un ceramista e vetraio italiano.

## Biografia
Pietro Bertolini appartenne ad una famiglia di vetrai e ceramisti italiani attivi a Murano nel XVIII secolo.
Pietro, assieme ai fratelli Andrea e Giovanni Antonio, possedeva una fabbrica di ceramiche, anche se diventò più famoso per la produzione di lattimi o vetri bianchi a imitazione della porcellana, appena scoperta in Germania.
In rivalità con i concorrenti Miotti, fabbricarono oggetti con decorazioni in oro precipitato alla moda delle cineserie, oltre che piastre e piatti tondi dipinti a sanguigna o a chiaroscuro con vedute di Venezia, talvolta derivate dalle stampe contemporanee, tra le quali quelle del Canaletto, di Antonio Visentini e di Andrea Brustolon, oppure con figure ispirate all'arte del Giappone, in azzurro, in verde e in giallo tenui. Le maioliche del Bartolini si caratterizzarono inoltre per la terra rossiccia e la vernice bianca.
Nel 1738 Pietro Bartolini e i suoi parenti ottennero dalla Repubblica di operare con quattro vasi per canna massiccia e smalti, allo scopo di incrementare la produzione, oltre che l'esclusiva di decorare le loro opere in oro.
Nella seconda metà del Settecento, Pietro Bartolini abbandonò completamente l'attività vetraria per dedicarsi alle maioliche, e nel 1752 fondò una fornace e un magazzino per la vendita a Venezia.
Nella seconda metà del XVIII secolo è ricordata anche una Bianca che possedeva le ricette per le canne da smalto usate nella fabbricazione delle conterie.